# 青森県立五所川原農林高等学校
青森県立五所川原農林高等学校（あおもりけんりつ ごしょがわら のうりん こうとうがっこう, Aomori Prefectural Goshogawara Agriculture and Forestry High School）とは、青森県五所川原市に所在する公立の農林高等学校。通称は「五農」（ごのう）。

## 概要
歴史
1902年（明治35年）創立の「北津軽郡立農学校」を前身とする。数回の改称を経て1948年（昭和23年）の学制改革により、新制の農業高等学校となった。2012年（平成24年）に創立110周年を迎えた。
設置課程・学科
全日制課程 4学科
- 環境土木科
- 森林科学科
- 生物生産科
- 食品科学科

校訓
「正剛明朗」
校章
菊の花弁を背景にして、中央に「農高」の文字（縦書き）を置いている。

## 沿革
旧制・農業学校時代
- 1902年（明治35年）
  - 1月31日 - 「北津軽郡立農学校」の設立が認可される。乙種農学校で修業年限を3年、定員を120名とする。
  - 5月7日 - 北津軽郡会議事堂を仮校舎として授業を開始。
- 1913年（大正2年）
  - 4月1日 - 南津軽郡立農学校を統合し、「青森県立農学校」と改称。
  - 4月25日 - 開校式を挙行し、以降この日を開校記念日とする。
- 1919年（大正8年）4月1日 - 「青森県五所川原農学校」と改称。
- 1929年（昭和4年）10月 - 校歌を制定。
- 1934年（昭和9年）4月1日 - 林業科を新設。
- 1936年（昭和11年）4月1日 - 園芸科を新設。
- 1943年（昭和18年）1月1日 - 「青森県立五所川原農業学校」と改称。
- 1944年（昭和19年）
  - 4月1日 - 農業土木科を新設。
  - この年 - 太平洋戦争下で、勤労動員が開始。
- 1945年（昭和20年）
  - 3月 - 学校での授業を停止。ただし勤労動員は継続される。
  - 8月 - 終戦。
  - 9月 - 授業を再開。
- 1946年（昭和21年）4月1日 - 修業年限を5年とする（ただし4年修了時点で卒業することもできた）。
- 1947年（昭和22年）4月1日 - 学制改革（六・三制の実施）が行われる。
  - 農業学校の募集を停止。
  - 新制中学校を併設し（名称:青森県立五所川原農業学校併設中学校、以下・併設中学校）、農業学校1・2年修了者を新制中学校2・3年生として収容。
  - 併設中学校は経過措置としてあくまで暫定的に設置されたため、新たに生徒募集は行われず、在校生が2・3年生のみの中学校であった。
  - 農業学校3・4年修了者はそのまま在籍し。4・5年生となった（4年修了時点で卒業することもできた）。

新制・農業高等学校
- 1948年（昭和23年）4月1日 - 学制改革（六・三・三制の実施）により農業学校は廃止され、新制高等学校「青森県立五所川原農林高等学校」が発足。
  - 農業学校卒業者（5年修了者）を新制高校3年生、農業学校4年修了者を新制高校2年生、併設中学校卒業者（3年修了者）を新制高校1年生として収容。
  - 併設中学校を継承し（名称:青森県立五所川原農業高等学校併設中学校）、在校生が1946年（昭和21年）に農業学校へ最後に入学した3年生のみとなる。
- 1949年（昭和24年）3月31日 - 併設中学校を廃止。
- 1949年（昭和25年）4月1日 - 農村家庭科を新設。
- 1962年（昭和37年）4月1日 - 農産製造科を新設。
- 1963年（昭和38年）
  - 4月1日 - 農村家庭科を生活科と改称。
  - この年 - 全国高等学校総合体育大会の相撲競技で優勝。
- 1970年（昭和45年）
  - 8月 - 第52回全国高等学校野球選手権大会（夏の甲子園大会）に出場。
  - この年 - 全国高等学校総合体育大会の相撲競技で2年連続優勝。
- 1972年（昭和47年）4月1日 - 文部省によりA型自営者養成農業高等学校に指定される。
  - （藤崎町立）青森県藤崎農芸高等学校を統合し、藤崎分校とする。
- 1973年（昭和48年）8月3日 - 新寄宿舎が完成し、「菊水寮」と命名。
- 1974年（昭和49年）
  - 3月30日 - 一野坪に新校舎が完成。
  - 4月1日 - 藤崎分校が分離し、青森県立藤崎園芸高等学校として独立。
- 1975年（昭和50年）8月4日 - 全国高等学校総合体育大会の相撲競技で優勝。
- 1989年（平成元年）4月1日 - 畜産科を食品化学科に転換。生活科を生活科学科に改称。
- 1990年（平成2年）4月1日 - 学科改編により、園芸科を生物工学科に転換。
- 2002年（平成14年）
  - 1月30日 - 生徒会館「涓流舎」が完成。
  - 10月20日 - 創立百周年記念式典を挙行。
  - 11月18日 - 女子合宿所「耕心庵」を改装。
- 2005年（平成17年）4月29日 - 自然科学部、みどりの日自然環境功労者として環境大臣より表彰を受ける。
- 2006年（平成18年）4月1日 - 学科改編に伴い、農業科と生物工学科の募集を停止。生物生産科を新設。
- 2009年（平成21年）から2010年（平成22年）にかけて校舎の耐震補強工事を実施。
- 2010年（平成22年）4月1日 - 学科改編に伴い、林業科・農業土木科・食品化学科の募集を停止。森林科学科・環境土木科・食品科学科を新設。
- 2015年（平成27年）12月 - 高校では全国で初めて、農産物の安全性に関する国際的な認証規格「グローバルGAP」を取得[2]。認証とその取得に向けた活動を通じて、以前は半分以下だった農業関連の就職・進学率が6割に増加[3]。

## アクセス
- 津軽鉄道津軽鉄道線五農校前駅から、徒歩約790m・約12分。
  - なお、最寄り駅は、同校への通学生の利用が多いことから駅名を「五農校前駅」としている。駅から校門までは、約140mと近いが、校門から校舎までは、さらに約650mほど離れている。
- 弘南バス飯詰線「一の坪」バス停から、徒歩約1.3km・約19分（最短ルート移動した場合）。

## 著名な出身者
- 津島文治 - 政治家、元青森県知事・金木町長
- 平山幸司 - 参議院議員、民主党県連副代表
- 佐々木栄造 - 政治家、元五所川原市長
- 成田守 - 政治家、元五所川原市長
- 出羽の花義貴 - 元大相撲力士
- 朝乃涛誠 - 元大相撲力士
- 将司昂親 - 元大相撲力士
- 北勝岩治 - 元大相撲力士
- 誉富士歓之 - 元大相撲力士
- 時天嵐信男 - 大相撲力士
- 広島清美 - 元プロ野球選手（大和軍）
- 元祖ムキムキマン - 元タレント、元ボディビルダー
- 三上大和 - タレント
- 三上行夫 - 金正堂本店創業者
- 鈴城芹 - 漫画家